# Ondřej Wiedemann
Ondřej Wiedemann (německy Andreas Wiedemann, též Widemann, † 1591 v Neuzelle) byl římskokatolický duchovní, cisterciácký mnich a postupně opat několika klášterů v Čechách, naposledy pak v Neuzelle v Dolní Lužici. Sám sebe považoval za Čecha.

## Život

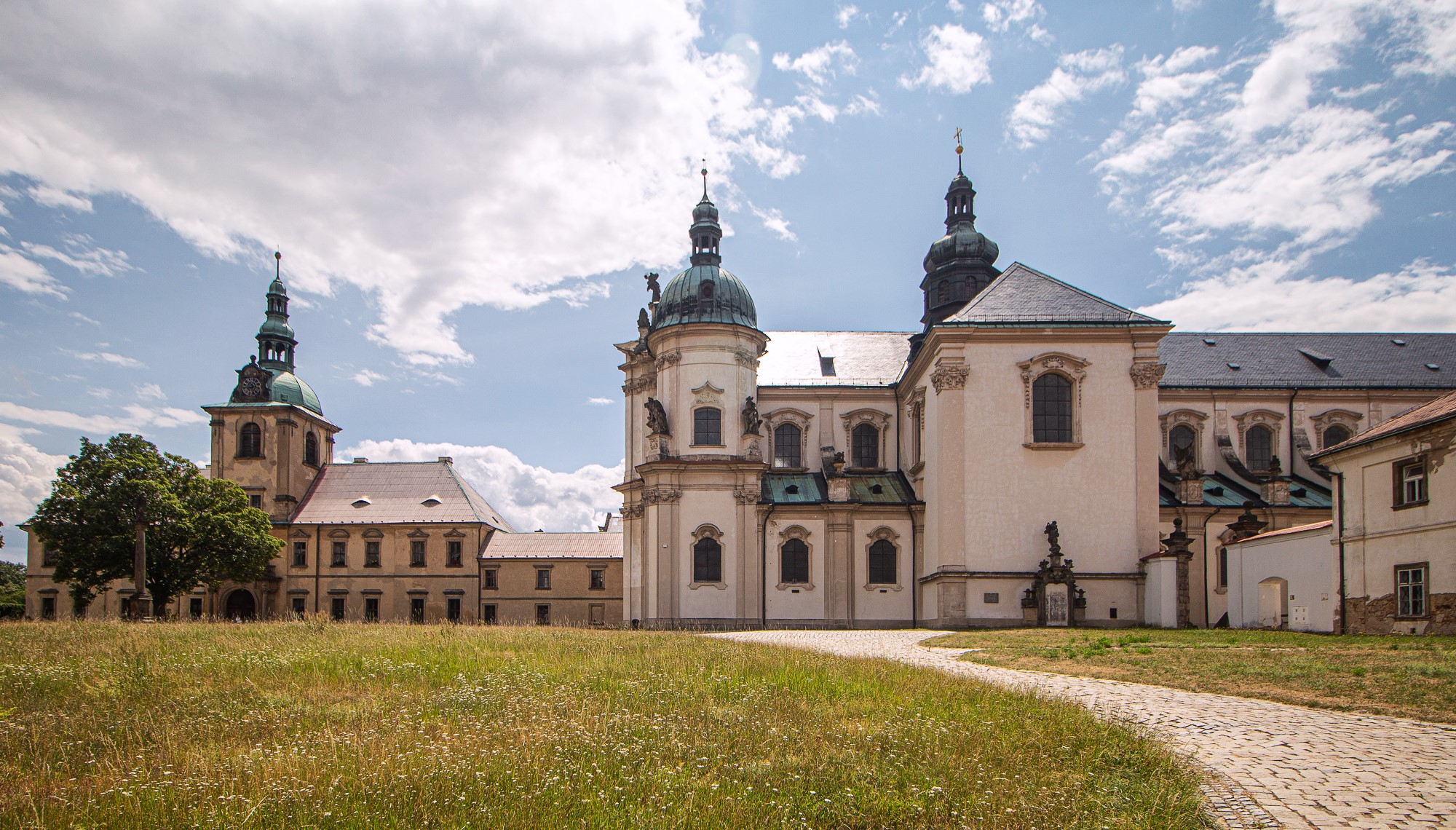
Cisterciácký klášter v Oseku

Narodil se v blíže neznámém roce v Jáchymově v rodině, která se považovala za českou (sám se též za Čecha považoval). 
Vstoupil do cisterciáckého řádu v klášteře v Sedlci u Kutné Hory. V roce 1567 se stal opatem současně ve Žďáru nad Sázavou a v Plasích. Když v roce 1579 v Oseku zemřel opat Baltazar, byl tamní klášter v neutěšeném stavu a jeho komunita nemohla realizovat volbu opata nového. Vedení cisterciáckého řádu tedy pověřilo Wiedemanna jeho administrací. V roce 1580 byl pak tento klášter na přechodnou dobu zrušen.
V roce 1580 byl Ondřej Wiedemann jmenován řádovým vizitátorem cisterciáckých klášterů v Čechách, na Moravě, ve Slezsku a v Lužici. Z titulu této funkce Wiedemann v roce 1583 odvolal opata z Neuzelle, o kterém vyšlo najevo, že žije v konkubinátě. V roce 1585 pak převzal vedení neuzellského opatství sám. Roku 1586 rezignoval na opatství Zbraslav a Sedlec. 
V roce 1590 byl jmenován generálním vikářem cisterciáckého řádu, o rok později zemřel.